# Джовані Діонісій Олександрович
Діонісій Олександрович Джовані (25 жовтня 1886, Одеса — 23 жовтня 1971, Лондон) — український вчений, професор, один із організаторів агромеліоративної дослідної справи в Україні у 20—30-х роках XIX ст.

## Життєпис
Діонісій Олександрович Джовані (Джованні, Джіованні, Дольчі ді Джіованні) народився 25 жовтня 1886 р. в м. Одесі Херсонської губернії в купецькій сім'ї італійського походження.
1899–1905 рр. навчався в Одеському реальному училищі Святого Павла.
У 1905–1911 рр. навчався на Агрономічному відділенні Київського Політехнічного інституту імператора Олександра ІІ.
Майже всі праці вченого були вилучені або ж заборонені для використання в науковому обігу органами НКВС після його звільнення в 1934 р. з роботи в Українському НДІ сільськогосподарської меліорації із звинуваченням «шкідник і ворог народу».
Науково-дослідну спадщину вченого складають 27 друкованих праць[джерело?].